# Vrede van Riga (1921)

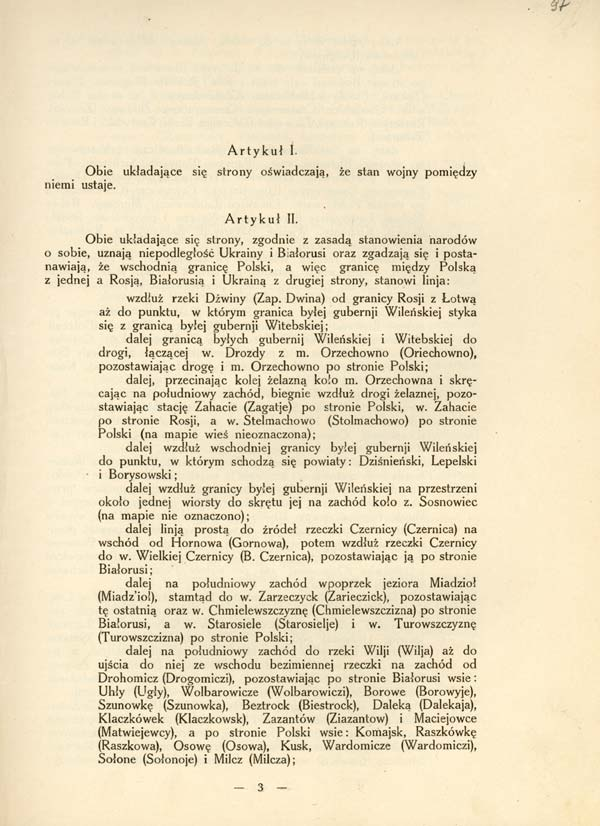
De eerste artikelen van het verdrag (Poolse versie)

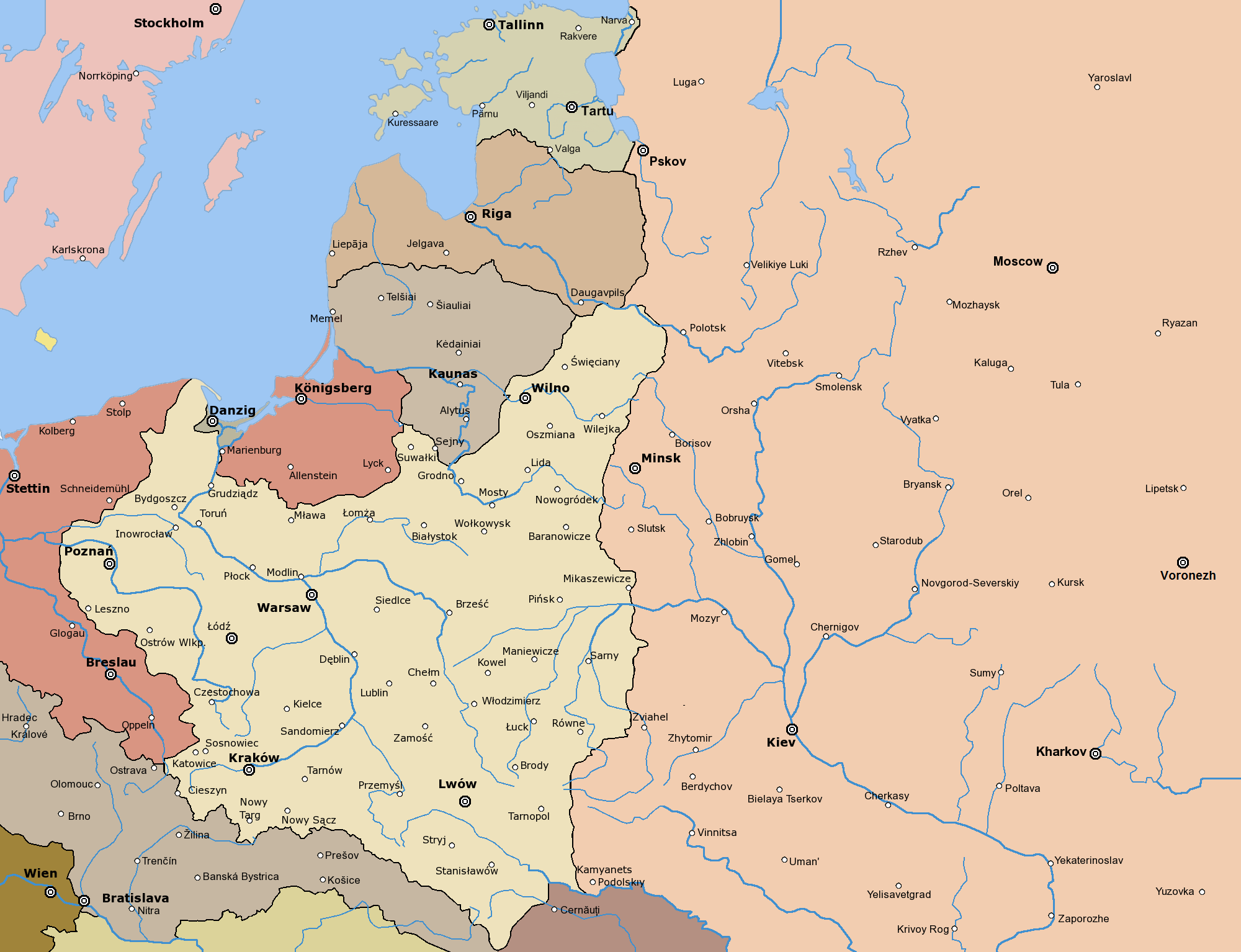
De nieuwe grenzen na de Vrede van Riga

De Vrede van Riga (Pools: Traktat ryski) werd getekend op 18 maart 1921 tussen Polen en bolsjewistisch Rusland en beëindigde de Pools-Russische Oorlog. De vredesonderhandelingen waren op 17 augustus 1920 te Minsk begonnen en in september van dat jaar in de Letse hoofdstad Riga voortgezet.

## Achtergrond
Polen was na de Eerste Wereldoorlog in ere hersteld, nadat het bij de 18de-eeuwse Poolse Delingen was opgedeeld, en wilde gebieden onder controle brengen die het bij de delingen was kwijtgeraakt. Bolsjewistisch Rusland wilde dezelfde gebieden onder controle krijgen, die tot de Eerste Wereldoorlog nog bij het Russische Rijk hadden gehoord. De Pools-Russische Oorlog had de Polen, die niet wilden instemmen met de Curzonlijn als oostgrens, tot bij Kiev gebracht, waren daarna sterk teruggedrongen, maar hadden de oprukkende bolsjewieken bij de Slag bij Warschau (het "Wonder van Warschau", 13-25 augustus 1920) de beslissende nederlaag toegebracht.

## Het verdrag
De eerste vredesbesprekingen begonnen op 17 augustus in Minsk, maar omdat Poolse troepen steeds verder oprukten werden de besprekingen vanaf 21 september verplaatst naar Riga.
De belangrijkste onderhandelaars waren Jan Dąbski voor Polen en Adolf Joffe voor de Russen.
Het Verdrag van Riga leidde tot de stabilisatie van de oostelijke grens van Polen. De nieuwe Poolse staat was kleiner dan Polen-Litouwen, maar omvatte nog steeds een aanzienlijke Oekraïense en Wit-Russische minderheid. Rusland moest ook zijn geplunderde Poolse kunst en andere nationale schatten teruggeven.